# فرودگاه رانچو گراند
 فرودگاه رانچو گراند (به انگلیسی: Rancho Grande Airstrip) یک فرودگاه همگانی است که یک باند فرود خاک دارد و طول باند آن ۱۶۷۱ متر است. این فرودگاه در کشور مکزیک قرار دارد و در ارتفاع ۶ متری از سطح دریا واقع شده است.